# Aurelio Valerio Tulliano Simmaco
Marco Aurelio Valerio Tulliano Simmaco Fosforio (in latino Marcus Aurelius Valerius Tullianus Symmachus Phosphorius; 280 circa) è stato un politico romano di età imperiale.

## Biografia
Nato nel 280 circa, Simmaco fu proconsole di Acaia nel 319 e console nel 330.
È possibile che i suoi genitori fossero Aurelio Ermogene, gran sacerdote della provincia d'Asia, e Tullia Valeria, gran sacerdotessa. Il celeberrimo oratore Quinto Aurelio Simmaco era suo nipote, in quanto suo padre Lucio Aurelio Aviano Simmaco Fosforio era il figlio di Tulliano; anche Aurelio Celsino, due volte praefectus urbi potrebbe essere stato suo figlio.